# Pozew o miłość
Pozew o miłość (ang. Laws of Attraction) – irlandzko-brytyjsko-niemiecka komedia romantyczna z 2004 roku w reżyserii Petera Howitta. W rolach głównych wystąpili Pierce Brosnan i Julianne Moore.

## Fabuła
Historia dwójki rywalizujących ze sobą prawników z nowojorskiego Manhattanu, zajmujących się sprawami rozwodowymi. Gdy obydwoje muszą służbowo wybrać się w podróż do Irlandii, nie przypuszczają, że mogą stamtąd wrócić jako para małżeńska.

## Obsada
- Pierce Brosnan – Daniel Rafferty
- Julianne Moore – Audrey Woods
- Michael Sheen – Thorne Jamison
- Parker Posey – Serena
- Frances Fisher – Sara Miller
- Nora Dunn – sędzia Abramovitz
- Heather Ann Nurnberg – Leslie
- Johnny Myers – Ashton Phelps
- Mike Doyle – Michael Rawson
- Allan Houston – Adamo Shandela
- Annie Ryan – prezenterka telewizyjna
- Vincent Marzello – Lyman Hersh
- Sara James – kelnerka
- John Discepolo – dziennikarz zajmujący się tematyką prawniczą
- Annika Pergament – reporterka telewizyjna
- Marc Turtletaub – sędzia Withers
- Gordon Sterne – sędzia Baker
- Brette Taylor – Mary Harrison
- Brendan Morrissey – pan O’Callaghan
- Elva Crowley – pani Flanagan
- David Wilmot – Brendan
- David Pearse – hodowca świń
- Nuala Kelly – wielka Irlandka
- Liz Byrne – stewardessa
- Peter Ballance – urzędnik
- Des Fleming – kelner
- James McClatchie – Soloman Steinman
- Sarah Gilbert – asystentka Gary'ego Gadgeta
- Nick Hardin – mężczyzna w łazience
- Brian O’Neill – kierowca limuzyny
- Adam Goodwin – Charles Perrin
- Peter Howitt – klient

## Produkcja
Zdjęcia kręcono w Nowym Jorku oraz w Irlandii (hrabstwo Wicklow).